# Zofia Tarasewicz
Zofia Stanisława Tarasewicz – polska zootechnik, profesor nauk rolniczych.

## Życiorys
W 1974 ukończyła studia zootechniczne w Akademii Rolniczej w Szczecinie, w 1987 obroniła pracę doktorską pt. Wykorzystanie podstawowych składników organicznych jaja w rozwoju embrionalnym kur różnych typów użytkowych, której promotorem była prof. Lidia Uziębło, w 1999 habilitowała się na podstawie pracy zatytułowanej Biologiczna ocena oligosacharydów wyizolowanych z nasion łubinu wąskolistnego (lupinus angustifolius) zastosowanych w żywieniu przepiórek reprodukcyjnych. W 2013 uzyskała tytuł profesora nauk rolniczych.
Pracowała w Zachodniopomorskim Uniwersytecie Technologicznym w Szczecinie.

## Odznaczenia
- Srebrny Krzyż Zasługi (1996)[4]
- Złoty Krzyż Zasługi (2002)[5]